# Очеретянка східна
Очеретя́нка східна (Acrocephalus orientalis) — вид горобцеподібних птахів родини очеретянкових (Acrocephalidae). Мешкає в Східній і Південно-Східній Азії.

## Опис

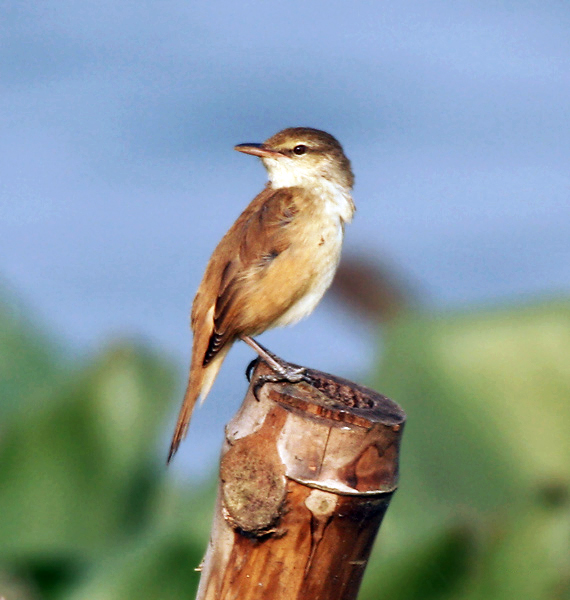
Східна очеретянка

Довжина птаха становить 17-20 см, розмах крил 23-26 см, вага 18-47 г. Верхня частина тіла оливково-коричнева, надхвістя дещо світліше, стернові пера на кінці білі. Нижня частина тіла біла, боки рудувато-коричневі. Горло і груди поцятковані вузькими сірими смужками. Над очима білі "брови", через очі ідуть темні смуги. Очі темно-сірі або карі, дзьоб зверху темно-коричневий, знизу тілесного кольору, лапи сірі. 

## Поширення і екологія
Східні очеретянки гніздяться на сході та на північному сході Китаю, на сході Монголії, на Далекому Сході Росії, в Кореї, на Сахаліні та на островах Японії. Взимку вони мігрують на південь, до Бангладеш і сусідніх районів Індії і М'янми, до Індокитаю, на Малайський півострів, Суматру і Калімантан, на острови Філіппінського і Молуккського архіпелагів та на острови Флорес і Тимор. Східні очеретянки живуть в очеретяних заростях на берегах річок і озер, на болотах, рисових полях, луках і в чагарникових заростях. Живляться комахами і павуками, іноді дрібними хребетними. Сезон розмноження триває з травня по липень. Гніздо чашоподібне, глибоке, робиться з трави і очерету. В кладці від 2 до 6 яєць. Інкубаційний період триває 12-16 днів, пташенята покидають гніздо через 10-15 днів після вилуплення.